# ورزشگاه المپیک تراسا

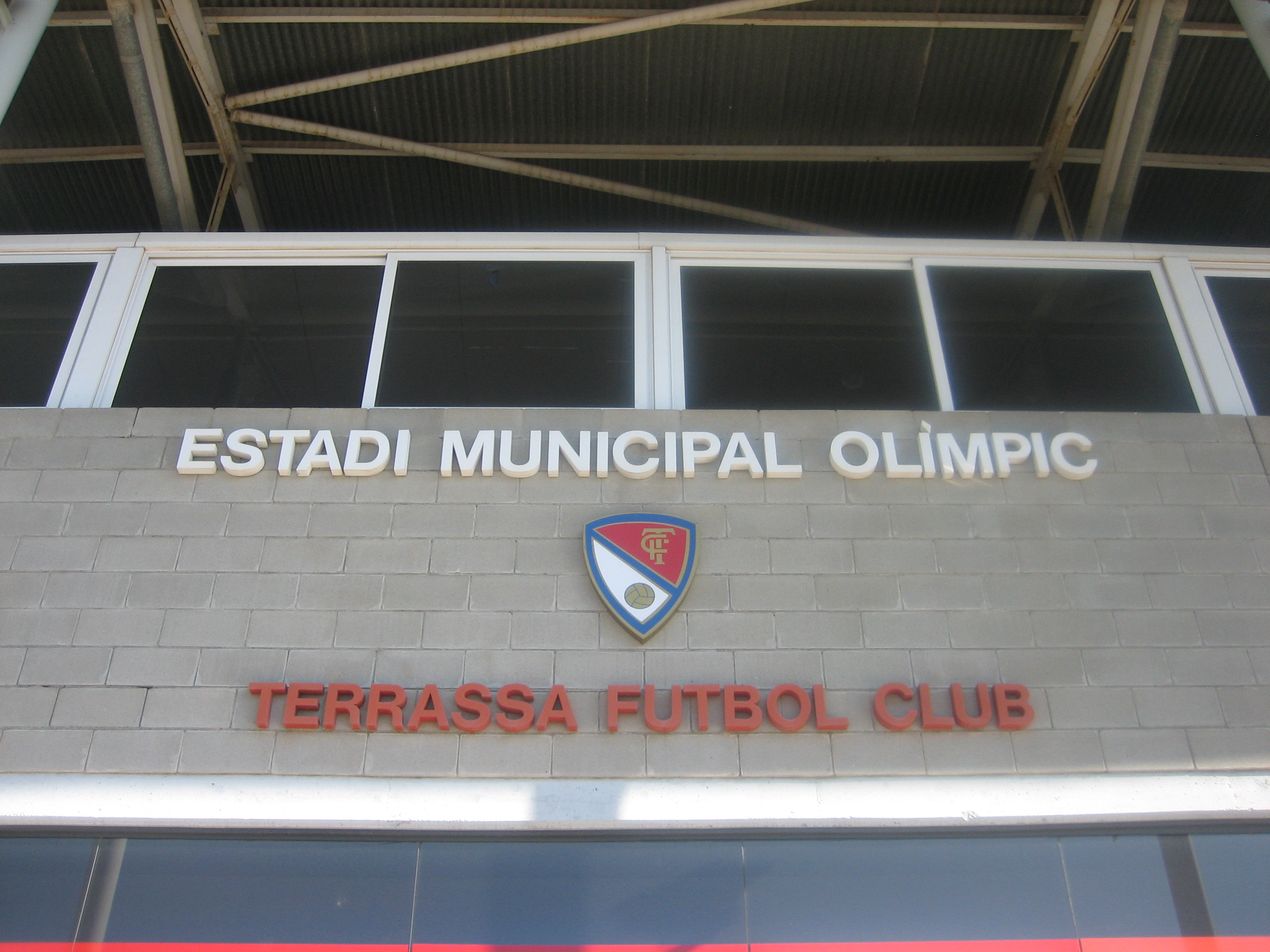
نمایی از سردر ورزشگاه المپیک تراسا - مه ۲۰۱۱

ورزشگاه المپیک تراسا (به اسپانیایی: Estadi Olímpic de Terrassa) با ظرفیت ۱۱٬۵۰۰ نفر یکی از ورزشگاه‌های فوتبال کشور اسپانیا است که در شهر تراسا ایالت کاتالونیا واقع شده‌است. این ورزشگاه در سال ۱۹۶۰ بازگشایی شد و در حال حاضر بازی‌های خانگی باشگاه فوتبال تراسا در آن برگزار می‌گردد.